# Corrie Church

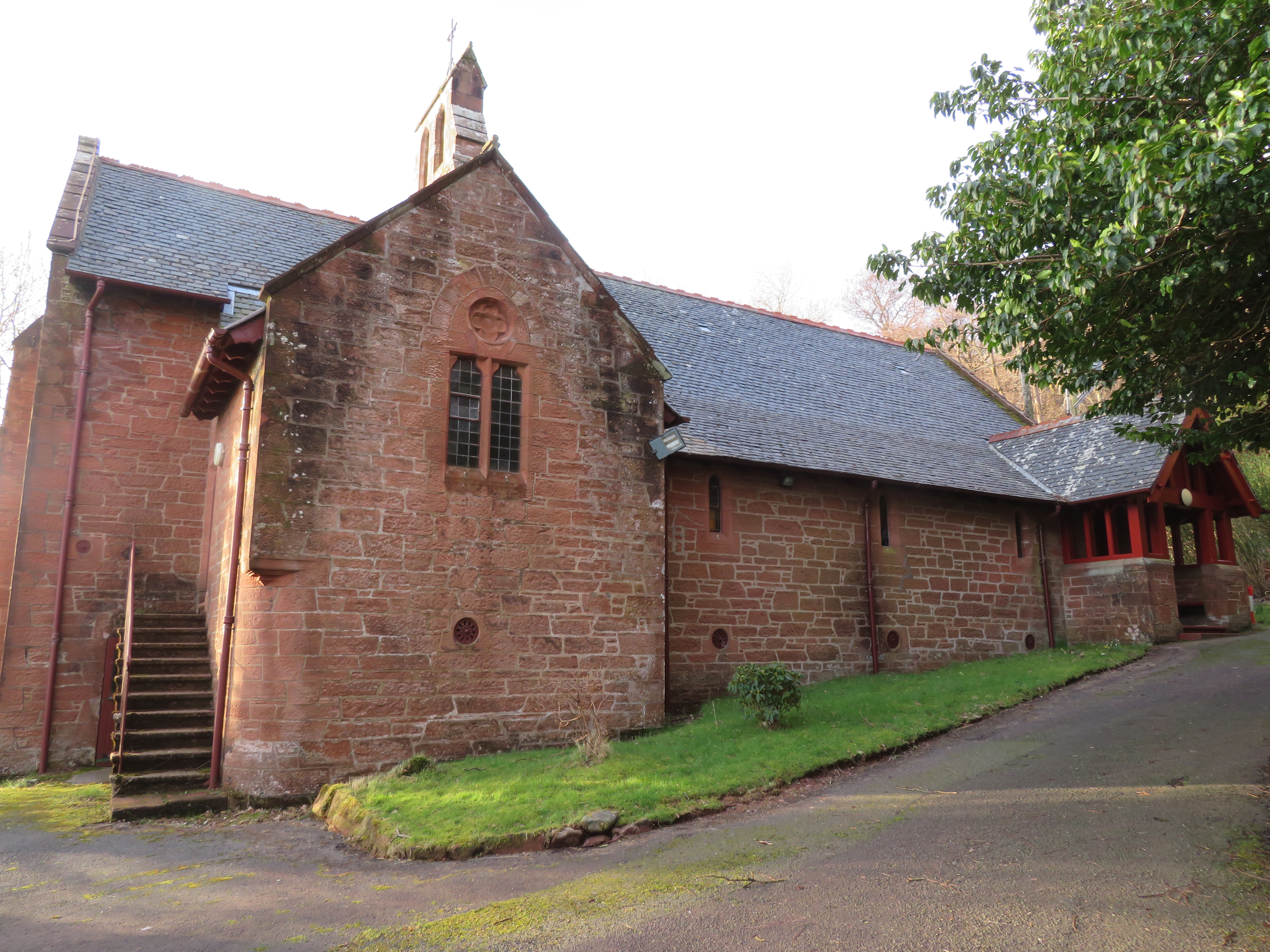
Corrie Church

Die Corrie Church ist ein Kirchengebäude der presbyterianischen Church of Scotland in der schottischen Ortschaft Corrie auf der Insel Arran in der Council Area North Ayrshire. Es ist nicht zu verwechseln mit der freikirchlichen Corrie Free Church. 1971 wurde das Bauwerk in die schottischen Denkmallisten in der Denkmalkategorie B aufgenommen. Die Kirche wurde im Oktober 2023 aufgelassen.

## Beschreibung
Das Gebäude wurde nach einem Entwurf des schottischen Architekten John James Burnet im Jahre 1887 errichtet. Es liegt etwas zurückversetzt von der Uferstraße (A841) nördlich des Ortszentrums und unweit des Hafens von Corrie. Der ungewöhnliche rote Sandsteinbau wirkt eher bullig und weist Merkmale der neogotischen Architektur auf. Auf dem abschließenden Satteldach sitzt ein schmaler Dachreiter auf, welcher die beiden Glocken trägt. Der Eingangsbereich an der Nordwestseite ist mit einem hölzernen Vordach gestaltet. Runde Leuchter erhellen den Innenraum, in dem unter anderem zwei Wandteppiche hängen. Die Bleiglasfenster sind neueren Datums.